# Musée international de l'intelligence
Le Musée international de l'intelligence est un musée des jeux situé Peace Avenue 10, dans le district de Bayanzurkh  à Oulan-Bator, capitale de la Mongolie. Il présente des collections de puzzles rares et précieux venus du monde entier.

## Historique
Le fondateur du Musée international de l'intelligence est le conservateur Tumen-Ulzii Zandraa, président de "MoTuOv" LLC. Le but de ce musée est de répertorier les puzzles de Mongolie, en rappelant aux visiteurs que la curiosité et le jeu sont des éléments importants dans l'entraînement cérébral.

## Origine du musée
C'est en voyageant à travers le monde, depuis 1994, que le conservateur Tumen-Ulzii Zandraa a fait la promotion des jeux et des casse-tête de Mongolie. Par ailleurs, son musée a participé à plus de 80 expositions dans 52 pays et a reçu le Grand Prix et la médaille d'or de l'exposition internationale.

## Salle d'exposition
Le Musée international de l'intelligence d'Oulan-Bator réunit plus de 5 000 jouets, de casse-tête et de jeux anciens en démonstration dans des salles d'exposition permanente. Il peut s'enorgueillir de regrouper de nombreux jeux de réflexion et d'intelligence et surtout "casse-tête" traditionnels mongols qui ont une parenté lointaine avec le Rubik’s Cube, le casse-tête inventé par Ernő Rubik dans les années 1970 et qui s’est rapidement répandu sur toute la planète au cours des années suivantes.
Le musée présente une collection de puzzles à six pièces pour les enfants, conçue par le conservateur Zandraa Tumen-Ulzii. Les pièces à assembler sont généralement sculptées dans du bois, à l'effigie des personnages de Disney. D'autres réalisations sont faites pour un public plus averti. Certains casse-tête comprennent près de 350 pièces et ils représentent les personnages de l'histoire mongole, comme Gengis Khan.